# (5241) 1990 YL
(5241) 1990 YL (1990 YL, 1978 TV3, 1980 BB5, 1984 WP) — астероїд головного поясу, відкритий 23 грудня 1990 року.
Тіссеранів параметр щодо Юпітера — 3,186.